# Hexetidin
| Hexetidin | |
| | |
| \| \| \| | |
| IUPAC-név | 5-amino-1,3-bisz(2-etilhexil)-5-metil-hexahidropirimidin                                                |
| Kémiai azonosítók                                                                                               | |
| CAS-szám | 141-94-6                                                                                                |
| PubChem | 3607 |
| ChemSpider | 3481 |
| EINECS-szám | 205-513-5                                                                                               |
| DrugBank | DB08958                                                                                                 |
| KEGG | D07068                                                                                                  |
| ChEBI | 94339                                                                                                   |
| ATC kód | , A01AB12, G01AX16                                                                                      |
| Gyógyszer szabadnév                                                                                             | hexetidine                                                                                              |
| Gyógyszerkönyvi név                                                                                             | Hexetidinum                                                                                             |
| SMILES | CCCCC(CC)CN1CN(CC(CC)CCCC)CC(C)(N)C1                                                                    |
| InChI | 1S/C21H45N3/c1-6-10-12-19(8-3)14-23-16-21(5,22)17-24 (18-23)15-20(9-4)13-11-7-2/h19-20H,6-18,22H2,1-5H3 |
| InChIKey | DTOUUUZOYKYHEP-UHFFFAOYSA-N                                                                             |
| UNII | 852A84Y8LS                                                                                              |
| ChEMBL | 144673                                                                                                  |
| Kémiai és fizikai tulajdonságok                                                                                 | |
| Kémiai képlet                                                                                                   | C21H45N3                                                                                                |
| Moláris tömeg                                                                                                   | 339,60 g/mol                                                                                            |
| Megjelenés | színtelen folyadék                                                                                      |
| Sűrűség | 0,889 g/cm³                                                                                             |
| Forráspont | 457,4 °C                                                                                                |
| Oldószerei | metanol, benzol, aceton, etanol, n-hexán, kloroform                                                     |
| Savasság (pKa)                                                                                                  | 8,3 |
| Törésmutató (nD)                                                                                                | 1,4645                                                                                                  |
| Veszélyek | |
| MSDS | Santa Cruz Biotechnology                                                                                |
| EU osztályozás                                                                                                  | Xi |
| NFPA 704 | 2 0 |
| R mondatok | R36/38                                                                                                  |
| S mondatok | S26 S37                                                                                                 |
| Lobbanáspont | 70 °C                                                                                                   |
| Ha másként nem jelöljük, az adatok az anyag standardállapotára (100 kPa) és 25 °C-os hőmérsékletre vonatkoznak. | |
| | |

A hexetidin baktérium- és gombafertőzés elleni szer. 0,1%-os oldatát szájvízként alkalmazzák helyi fertőtlenítésre és dentális plakk ellen. Korábban hüvelyfolyás ellen adták kúp formájában. A kísérletek szerint malária ellen a kininhez és a klorokinhez hasonló hatékonyságúnak tűnik.
Kozmetikai termékekben mint nedvesítő vagy lágyító szerepel. Tartósítószerként nem engedélyezett, mert allergiát okoz.
Az állatorvoslásban számos Gram-negatív és -pozitív baktérium, néhány gomba (pl. Candida albicans) és paraziták elleni szer. Lovak számára kis koncentrációban helyi bőrfertőtlenítésre alkalmazzák sampon formájában. Emlő fertőtlenítésére és fogkő eltávolítására is használatos.

## Szájvíz
A hexetidint szájvízként vagy gargalizáló oldatként használják az alábbi esetekben:
- kisebb szájfertőzések
- szájpenész(en)[5]
- fogínygyulladás(en)[6]
- baktérium okozta rossz lehelet
- afta (szájfekély)
- torokfájás
- fertőzés megelőzésére fogorvosi beavatkozás előtti vagy utáni szájhigiéné
- foggyökérhártya-gyulladás(en)

Naponta háromszor kell öblíteni vagy gargarizálni, legalább 15 ml szájvízzel, ügyelve rá, hogy szembe, fülbe ne jusson. Lenyelni nem szabad, bár kis mennyiségben nem okoz bajt.

## Felszívódás, kiválasztás
A száj nyálkahártyáiban és a dentális plakkokban gyorsan felszívódik, és nem könnyen távozik. Rádioaktív hexetidinnel végzet egyszeri szájöblítés után 8–10 órával a szer maradványai megtalálhatóak voltak a plakkokban, és nyomai még 65 órával később is kimutathatók voltak.

## Mellékhatások, ellenjavallatok
Átmenetileg csökkentheti az ízérzékelést, leginkább az édes ízét, legkevésbé a keserűét. Fokozhatja a száj nyálkahártyáinak érzékenységét.
Emberen az 1%-os hexetidin elvétve okozott a felkaron bőrirritációt, 5–10%-os töménységben azonban erős, nem érzékelt irritációt okoz. Intravénásan adva mérgező.
Bár a hexetidint több mint negyven éve használják emberen, a lenyelt szerrel kapcsolatos mérgezési tünetet nem tapasztaltak. Patkányoknak 13 héten keresztül adtak 8 mg/tskg mennyiségű hexetidint, és semmilyen káros hatást nem tapasztaltak.
Nem ismert, hogy kiválasztódik-e az anyatejbe, de a kis mennyiség és a helyi alkalmazás miatt valószínűtlen, hogy a szoptatás bármilyen kockázatot jelentene a csecsemő számára.
Nem ismert már gyógyszerrel való kölcsönhatás.

## Kémiai tulajdonságok
Szobahőmérsékleten stabil. Ásványi és szerves savakkal(en) sókat alkot. Erős sav hatására formaldehid keletkezése közben felnyílik a hexahidropirimidin gyűrű.
Használatakor ill. tárolásakor nem szabad réz vagy bronz eszközöket használni.

## Készítmények
Számos készítmény hatóanyaga önállóan vagy kombinációban. Magyarországon nincs forgalomban.